# Череваський заказник
Череваський — ботанічний заказник місцевого значення. Об'єкт розташований на території Камінь-Каширського району Волинської області, ДП «Маневицькие ЛГ», Софіянівське лісництво, квартал 47, виділ 30.
Площа — 4,3 га, статус отриманий у 1980 році.
Охороняється ділянка заболоченого соснового лісу віком до 60 років. У трав'яному покриві зростають безщитник жіночий, щитник чоловічий, орляк звичайний, дикран віничний, зозулин льон звичайний, ринхоспора біла, сфагнум, багно звичайне, хвощ лісовий, ожика волосиста, веснівка дволиста, буяхи, журавлина болотна, квасениця звичайна, чорниця, брусниця, а також регіонально рідкісний хвощ великий.